# Сестри на макс
„Сестри на макс“ (на английски: Sisters) е американски филм от 2015 година, комедия на режисьора Джейсън Мур по сценарий на Пола Пел.
В центъра на сюжета са две сестри – безотговорна самотна майка и добродушна медицинска сестра – които организират прощален купон в дома от детството си, който родителите им са решили да продадат. Главните роли се изпълняват от Тина Фей и Ейми Поулър.